# Luigi Bettinelli
Luigi Bettinelli (Bergamo, 25 ottobre 1824 – Bergamo, 20 giugno 1892) è stato un pittore e incisore italiano.

## Biografia
Allievo dell'Accademia Carrara nel 1841, studia pittura con il bergamasco Pietro Ronzoni da cui è poi inviato a perfezionarsi con lo studio diretto delle antichità a Roma, dove abita in via dei Greci. Durante questo soggiorno, trascorso tra il 1857 e il 1862, stringe amicizia con l'artista Coghetti, suo conterraneo.
La sua produzione relativa al periodo romano si caratterizza per la vivace efficacia dei suoi schizzi dal vero di scene di vita e dei monumenti. Quattordici di questi schizzi romani, eseguiti tra il 1858 ed il 1860, sono oggi conservati all'Accademia Carrara.
Ritornato a Bergamo, si dedica soprattutto alla pittura di architetture e scene lombarde di edifici rurali, vedute di chiese e dei loro interni. Anche se meno efficaci dei lavori del periodo romano, l'artista mantiene sempre le sue eccellenti qualità nella resa prospettica delle architetture definite con minuta esattezza.
Intorno al 1860 lavora a Milano eseguendo decorazioni con sfondi di architetture e prospettive.
Per incarico del comune di Bergamo, nel 1863 esegue alcuni paesaggi destinati alla regina Maria Pia di Portogallo.
Nella sua maturità Bettinelli si dedica anche al disegno di arredi ecclesiastici e al restauro della Chiesa di Santa Caterina a Bergamo (1878). Suo è il disegno per il monumento a Donizetti in Santa Maria Maggiore a Bergamo.
In Bergamo esercita sempre l'insegnamento e negli ultimi anni si dedica prevalentemente all'esecuzione di scorci di paesaggi della provincia e alla pittura di genere, figurette di popolani in costume e caricature.
Sviluppa tutte le tecniche, dall'olio alla tempera e l'acquerello, lavorando soprattutto su piccole dimensioni. Ha lasciato anche molte incisioni.
Suoi schizzi e disegni si trovano presso l'Accademia Carrara , la Civica Biblioteca di Bergamo, le collezioni del Castello Sforzesco di Milano e la Biblioteca dell'Istituto di Archeologia e Storia dell'Arte a Roma.

## Alcune opere
- La rocca di Urgnano (1838)
- L'acquedotto di Nerone e l'arco di Dolabella sul Monte Celio, Bergamo, Accademia Carrara
- Arco degli Argentieri, Bergamo, Accademia Carrara
- Cortile con sarcofago romano
- Corte Albana
- Pendezza
- Mercato del fieno
- La piazza del Duomo a Bergamo

## Galleria d'immagini

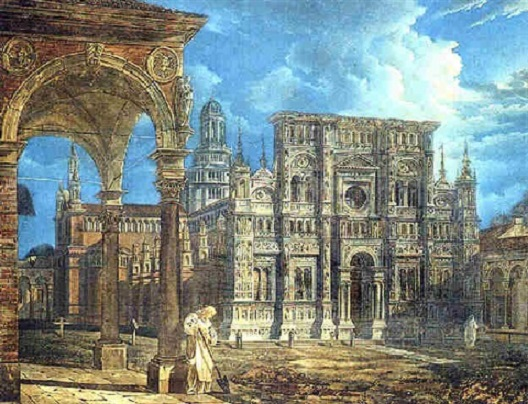
La Certosa di Pavia 1857
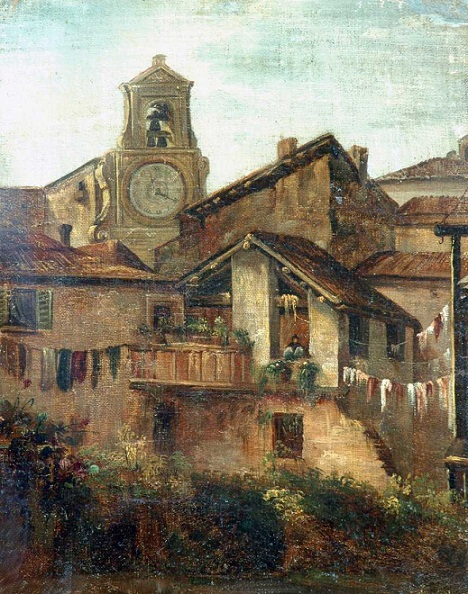
Il Monte di Pietà visto dalla Renula 1860